# Isabelle Merlet
Pour les articles homonymes, voir Merlet.
Isabelle Merlet est une coloriste de bande dessinée.

## Biographie
Elle est née le 7 octobre 1967 à Mulhouse. Elle obtient en 1988 à Toulouse un BTS Brevet de technicien supérieur - Expression visuelle, image de communication. Pendant ces études, elle découvre la bande dessinée. Après avoir commencé sa vie professionnelle aux studios Londres à Paris, elle devient maître-auxiliaire au lycée français de Cotonou et profite de cette expatriation pour fréquenter l'actif milieu culturel du Bénin. À son retour à Paris, sa carrière s'oriente vers la bande dessinée. Elle travaille avec Jean-Denis Pendanx au coloriage de l'album Diavolo, le solennel. Elle travaille ensuite, toujours comme coloriste, aux Chroniques de la Lune noire, et au Chant des Stryges. Elle a également exercé comme directrice artistique d'une agence de publicité parisienne. Elle travaille en collaboration avec son compagnon, Jean-Jacques Rouger (ancien élève des Beaux-arts de Dijon et d'Angoulême). D'après Sud Ouest en 2010, Merlet a participé à plus de 80 albums de bande dessinée, à raison de cinq ou six chaque année.
Malgré ses études, elle affirme que le travail sur la couleur s'apprend sur le tas, se pratique à l'intuition.
Dans les années 2000 elle interrompt sa pratique de la couleur pour faire de la sculpture, notamment des figurines pour la société PIXI. Elle pratique la photo, le dessin, le graphisme, le design, la couture. Elle reprend la couleur en 2006 après une rapide formation au logiciel Photoshop. Elle entame la seconde partie de sa carrière avec la trilogie de Nicolas Dumontheuil, Big Foot, publiée chez Futuropolis, suivie de nombreux titres chez Futuropolis, Dargaud, Casterman, Glénat et Delcourt.
En 2009, elle participe à la création de l'Association des coloristes de BD, avec Delphine Rieu et Angélique Césano, pour obtenir et défendre un statut de coloriste,.
À partir de 2012, elle travaille comme coloriste avec Blutch, Grand Prix de la ville d'Angoulême en 2009, notamment pour Lune l'envers. Dans ce cadre elle participe au film d'Alain Resnais Aimer, boire et chanter, sorti en 2014, qui comprend des dessins de Blutch. Elle propose d'imprimer le trait en violet, qui permet d'adoucir les images .
Sur la recommandation de Nicolas de Crécy, elle travaille en 2016 avec Taiyō Matsumoto pour les couleurs de l'album Les Chats du Louvre. Elle signe également les couleurs des albums Les Grands Espaces de Catherine Meurisse ou Le Loup de Jean-Marc Rochette.
En 2019, elle publie un livre de dessins d'humour sur des dialogues de Jean-Luc Coudray, L'amusant Musée, chez Wombat.
Pour le supplément du samedi de Sud Ouest, Le Mag, elle signe pendant une année la Chronique du Merle Moqueur, proposant chaque semaine une image écolo-poétique légendée.

## Albums
Liste non exhaustive
- La Marie en plastique, deux tomes, Pascal Rabaté (scénario), David Prudhomme (dessin), 2006-2007
- La Grande Odalisque, Ruppert et Mulot, Bastien Vivès, 2012
- Lune l'envers, Blutch, 2014
- Opération Copperhead, Jean Harambat, 2017
- Les Grands Espaces, Catherine Meurisse, 2018
- Intégrale Les Chats du Louvre, Taiyō Matsumoto, 2018
- Charlotte Impératrice, Fabien Nury (scénario), Matthieu Bonhomme (dessin), 2018
- Saint Rose - À la recherche du dessin ultime, Hugues Micol, Futuropolis, mars 2019
- Le Loup, scénario et dessin de Jean-Marc Rochette, Casterman, mai 2019  (ISBN 978-2-203-19677-3)
- Tif et Tondu, Blutch, 2020
- La Jeune Femme et la Mer, Catherine Meurisse, 2021
- Le Ministre et La Joconde, Casterman, 2022
Scénario : Franck Bourgeron, Hervé Bourhis - Dessin : Hervé Tanquerelle - Couleurs : Isabelle Merlet - (ISBN 9782203231627)